# Eurranthis
Eurranthis is een geslacht van vlinders van de familie spanners (Geometridae), uit de onderfamilie Ennominae.

## Soorten
- E. acuta (Warren, 1900)
- E. plummistaria (de Villers, 1789)
- E. subfuligata (Walker, 1863)